# Канепи, Кайя
Ка́йя Ка́непи (эст. Kaia Kanepi; род. 10 июня 1985 года, Хаапсалу, СССР) — эстонская теннисистка; семикратная четвертьфиналистка турниров Большого шлема в одиночном разряде (как минимум по разу на каждом из турниров); победительница четырёх турниров WTA в одиночном разряде. 
Победительница одного юниорского турнира Большого шлема в одиночном разряде (Открытый чемпионат Франции-2001); полуфиналистка одиночного турнира Orange Bowl-2000; полуфиналистка одного юниорского турнира Большого шлема в парном разряде (Открытый чемпионат США-2000); бывшая первая ракетка мира в юниорском одиночном рейтинге.

## Общая информация
Кайя — одна из трёх дочерей Анны и Яака Канепи; её старших сестёр зовут Карин и Кадри; вся семья играет в теннис.
Кайя впервые взяла ракетку в руки в восемь лет. Любимое покрытие — грунт; лучший элемент в игре — удар с отскока. В детстве нравилась игра Мартины Хингис. По меркам женского тенниса Канепи отличают очень сильные удары: нормальное явление: мяч, летящий от её ракетки со скоростью в 170—180 км/ч.
Одной из проблем эстонской теннисистки является физическая подготовка: она склонна к набору лишнего веса.

## Спортивная карьера

### Начало карьеры
Кайя с юниорских лет выделялась не только на фоне своих соотечественниц, но и была весьма конкурентоспособна на международных соревнованиях. Уже в тринадцать лет ей удалось выиграть юниорский чемпионат Эстонии среди старших юниоров, переиграв в финале Марет Ани, которая на три года старше её. В 14 лет Канепи впервые сыграла на юниорских турнирах серии Большого шлема, а уже на своём втором подобном турнире — в США — добралась до полуфинала парного соревнования, выступая вместе с россиянкой Галиной Воскобоевой. В течение следующего года эстонская теннисистка добралась до полуфинала престижного американского Orange Bowl, сыграла в обоих финалах миланского турнира Трофей Бонфильо и выиграла юниорский Ролан Гаррос, переиграв в финале Светлану Кузнецову. 11 июня 2006 года Кайя возглавила юниорский рейтинг, после чего провела ещё несколько турниров среди своих сверстниц и в сентябре, после поражения в четвертьфинале Открытого чемпионата США от Марион Бартоли, завершила этап своей карьеры в юниорском теннисе.
Первые игры во взрослом туре Канепи сыграла в 1999 году в возрасте 14-ти лет. В июле она не просто сыграла на домашнем 10-тысячнике из цикла ITF в Таллине, но и смогла дойти до финала одиночного турнира. Уровень эстонского тенниса того времени позволил Кайе сравнительно рано дебютировать и в матчах взрослого Кубка Федерации: Тоомас Лейус дал ей возможность сыграть сразу в играх региональной зоны и Канепи победила в каждой из них. Эстонки выиграли тогда турнир второй группы.
Игры в профессиональном туре первое время были весьма редки и ограничивались играми на домашних турнирах и в матчах за сборную. Подобная тактика себя в итоге оправдала: попробовав летом 2001 года впервые сыграть на соревнованиях вне родины, Кайя сходу прошла квалификацию на турнире WTA в Вене. В первом матче в основном туре она проиграла известной немецкой теннисистке Анке Хубер. Затем Канепи сыграла в финалах двух грунтовых 50-тысячников цикла ITF. Данный ударный отрезок позволил ей к концу своего первого сезона во взрослом туре занять место в самом начале третьей сотни и получить право дебютировать в квалификации взрослого турнира Большого шлема — в Австралии. Дебют получился вполне удачным: молодая эстонка смогла выиграть один матч. В апреле 2002 года она прошла через квалификацию на турнир в Порту и выиграла там первый матч на уровне WTA.
Ярко начав свою профессиональную карьеру, Канепи затем несколько сбавила обороты, учась на протяжении длительного времени показывать стабильные результаты на новом уровне. Следующие несколько сезонов она проводит на грани второй и третьей сотни рейтинга, играя серии средних турниров ITF и пытаясь периодически пройти квалификации турниров WTA и Большого шлема. Долгое время успехи были весьма локальны, к марту 2004 года в её активе было пять титулов ITF в одиночном и один в парном разрядах. Летом того же года она получила возможность сыграть на Олимпиаде в Афинах, в рамках поддержки тенниса в развивающихся странах. То приглашение не было основано на реальных спортивных достижениях Кайи и закончилось поражениями на старте турнира в одиночке и паре.
В 2005 году, вернувшись в теннис после полугодичной паузы, эстонка наконец смогла показывать достойные её потенциальных возможностей результаты: несколько четверть- и полуфиналов на средних соревнованиях ITF и титул на 75-тысячнике в Фано позволили ей уверенно расположиться во второй сотне рейтинге, а осенью, благодаря полуфиналу на турнире WTA в Калькутте и финалу на 75-тысячнике ITF в Дубае и войти в первую сотню рейтинга. Начало следующего года проходит в закреплении на новом уровне. Четвертьфинал на 75-тысячнике в Кань-сюр-Мер и полуфинал на турнире WTA в Праге закрепили её в первой сотне рейтинга и позволяли на Открытом чемпионате Франции впервые сыграть в основной сетке взрослого турнира Большого шлема (семь попыток пройти квалификацию, совершённых до того, так и не привели к успеху). Первый матч в основной сетке принёс эстонке дебютную победу: Кайе удалось переиграть на старте тогдашнюю 41-ю ракетку мира Квету Пешке, но барьер во втором круге в виде 26-й сеянной — испанки Анабель Медины Гарригес преодолеть не удалось. Отрезок сезона между французским и американским турнирами Большого шлема прошёл без особых успехов, но на Открытом чемпионате США Канепи воспользовалась удачной сеткой, пробившись в третий раунд. Конец сезона был проведён весьма средне, но на завершавшем год зальном соревновании в бельгийском Хасселте эстонка смогла пробиться из квалификации в свой первый финал на соревнованиях WTA. В четвертьфинале того турнира была переиграна 15-я ракетка мира Франческа Скьявоне, а в финале навязана равная борьба 6-й ракетке мира Ким Клейстерс, в которой хозяйка кортов оказалась сильнее лишь в концовке решающего сета.

### 2007—2011 (три четвертьфинала Большого шлема и первый титул WTA)
В 2007-08 годах Кайя закрепилась в первой сотне одиночной классификации, периодически выходя в полуфиналы турниров WTA. Она часто допускала осечки в матчах с соперницами с более низким рейтингом, а с некоторыми соперницами из топ-20 наоборот играла легко: в это время она трижды пересеклась в официальных турнирах с Патти Шнидер и отдала ей в сумме лишь девять геймов. За 2007 год на грунтовых турнирах WTA она один раз доиграла до 1/4 финала (в июне в Барселоне) и один раз до 1/2 финала (в июле в Бадгастайне. В июле состоялась редкая для Канепи победа в парном разряде, когда она в партнёрстве с соотечественницей Марет Ани выиграла 100-тысячник ITF в Бьелле, (Италия).
В первой части сезона 2008 года Канепи два раза смогла доиграть до 1/4 финала (в Сиднее и Винья-дель-Маре) и вышла в полуфинал турнира в Акапулько. Весной на крупном турнире в Майами ей удалось доиграть до четвёртого раунда, переиграв молодую Петру Квитову и двух сеянных теннисисток (Алёну Бондаренко и Патти Шнидер). В борьбе за выход в четвертьфинал она проиграла Серене Уильямс. Следующий крупный успех в карьере Канепи пришёлся на Ролан Гаррос: переиграв во втором раунде 6-ю ракетку мира Анну Чакветадзе, она в итоге добралась до первого в своей карьере четвертьфинала на турнирах Большого шлема, где уступила ещё одному игроку из топ-10: Светлане Кузнецовой.
Летом эстонка вновь приняла участие в Олимпийских играх. На кортах Пекина ей удалось пробиться в третий круг, где её остановила местная спортсменка Ли На. Осенью Канепи удачно отыграла азиатскую серию соревнований. В сентябре она вышла в четвертьфинал турнира 1-й категории в Токио, а затем на менее крупном турнире в Сеуле вышла в полуфинал. В концовке этой серии турниров она смогла выйти в финал ещё одного турнира в Токио, но 3-й категории. В решающем матче она проиграла Каролине Возняцки в трёх сетах. Благодаря этим результатам, Канепи вошла по итогам сезона в топ-30 мирового рейтинга.
2009 год поначалу складывался весьма удачно: Кайя вышла в третий круг Открытого чемпионата Австралии, а в феврале сыграла в полуфинале крупного турнира в Дубае (в третьем круге переиграв третью ракетку мира Елену Янкович). После этого результата эстонка смогла впервые подняться в топ-20 одиночного рейтинга. В связке мартовских турниров высшей категории в США она выиграла по одному матчу и отметилась выходом в третьи раунды. В апреле Кайя вышла в 1/4 финала на грунтовом турнире в Марбелье, а в мае на более крупном турнире серии Премьер 5 в Риме также прошла в четвертьфинал. Но затем постепенно в её игре всё разлаживается и, начиная с турнире в Мадриде она на протяжении одиннадцати турниров подряд терпела поражения в матчах протура и лишь в декабре, съездив на соревнование ITF в Дубае, наконец прерывает неудачную серию, выиграв один матч.
Из неудачного отрезка Канепи удалось выбраться не сразу: завоевания прошлого года позволили в начале сезона-2010 не слишком переживать по поводу весьма редких побед и постепенному проседанию в рейтинге. В апреле эстонская теннисистка покинула на время топ-100. Вернуться в первую сотню ей удалось в начале мая после выигрыша 100-тысячника ITF Кань-сюр-Мере, однако через неделю, несмотря на победу на 50-тысячнике из цикла ITF в Сен-Годенсе, потеря рейтинговых очков отбросила Кайю на 140-ю позицию. Из-за этого на Ролан Гаррос ей пришлось пробиваться через квалификацию, но с этого момента к ней возвращаются результаты и она смогла попасть на турнир, пройдя в итоге во второй раунд. В июне Канепи сыграла в четвертьфинале уже на турнире основного тура в Бирмингеме. На Уимблдоне она смогла выступить удачно. После победы в трёх раундах квалификации, в первом круге эстонка обыграла 6-ю ракетку мира Саманту Стосур, а затем, одержав ещё три победы, вышла во второй в карьере четвертьфинал Большого шлема, в котором проиграла Петре Квитовой лишь по итогам четырнадцатого гейма решающего сета). После удачи на Уимблдоне она поднялась с 80-го на 38-е место в рейтинге.
Летом 2010 года к эстонке наконец приходит её первый титул WTA, выиграв десять из десяти сетов в пяти матчах, она завоёвывает главный приз грунтовых соревнований в Палермо. Летний хардовый отрезок проходит без особых успехов, но на Открытом чемпионате США Канепи вновь дошла до четвертьфинала Большого шлема, переиграв в третьем круге пятую ракетку мира Елену Янкович и вернувшись в матч в четвёртом круге против Янины Викмайер, после 0-6 в первом сете. Осенью удачный сезон дополняет четвертьфинал на крупном турнире в Токио. В итоговом рейтинге она поднялась на 22-ю строчку.
В феврале 2011 года Канепи смогла выйти в полуфинал Премьер-турнира в Париже. В этом году из-за проблем с ахилловым сухожилием Кайя несколько месяцев играет не в полную силу, а в июле-августе и вовсе берёт паузы в турнирах. На Больших шлемах лучше всего сыграла на Ролан Гаррос, где прошла в третий раунд. К осени проблемы удаётся решить и эстонка постепенно вновь вышла на пик своих возможностей: после полуфинала на 100-тысячнике в Бьелле она дошла до четвертьфинала Премьер-турнира в Токио, обыграв тогдашнего лидера рейтинга Каролину Возняцки. В октябре Кайя сыграла в финале турнира премьер-категории в Москве, где, переиграв Сару Эррани, Франческу Скьявоне, Светлану Кузнецову и Луцию Шафаржову, она уступила Доминике Цибулковой. Кайя финишировала на 34-м месте рейтинга.

### 2012—2015 (топ-20, два четвертьфинала Большого шлема и три титула WTA)
В начале сезона 2012 года Канепи продолжила удачные выступления. На стартовом турнире в Брисбене она завоёвывала свой первый титул WTA на хардовых турнирах, переиграв в четвертьфинале № 10 в мире Андреа Петкович, а в финале Даниэлу Гантухову. Данный результат не стал предвестником дальнейших успехов: до апреля эстонка выиграла на соревнованиях ассоциации лишь один матч, правда сыграв всего три турнира и испытывая проблемы с правым плечом. С возвращением в Европу результаты удаётся выправить на грунте: Кайя сначала вышла в четвертьфинал одиночного турнира в Копенгагене (параллельно, вместе с Софией Арвидссон, дошла до своего дебютного финала на парных турнирах в Туре), а затем победила на грунтовом призе в Оэйраше, переиграв в финале Карлу Суарес Наварро.
Связку крупных грунтовых турниров эстонка, по сути, пропустила, выйдя на пик кондиций к концу мая. Сначала она прошла в полуфинал соревнований в Брюсселе, а затем сыграла в четвертьфинале на Ролан Гаррос, переиграв в третьем раунде № 9 в мире Каролину Возняцки и уступив лишь будущей чемпионке Марии Шараповой. Эта серия успехов привела к попаданию в топ-20 и к августу на самую высокую в карьере 15-ю позицию в рейтинге. Однако серия не имела продолжения: из-за проблем со спиной Канепи не играла с июня до середины сентября. Вернувшись в тур осенью она с ходу смогла выйти в финал турнира в Сеуле, а затем, сыграв неудачно в Токио, вновь ушла на больничный: на этот раз дали о себе знать боли в пятках, для устранения которых пришлось сделать операцию. Проблемы со здоровьем не помешали Канепи завершить впервые в карьере сезон в топ-20.
Возвращение в протур состоялось лишь весной следующего года: в момент старта грунтового сезона. Эстонка набирала былую уверенность в себе и в начале мая 2013 года заработала полуфинал на соревновании в Оэйраше и четвертьфинал на крупном чемпионате в Мадриде. Кайя к концу весны выиграла и свой первый титул в том году четвёртый в карьере в основном туре, победив на турнире в Брюсселе, где в финале была обыграна Пэн Шуай. На Открытом чемпионате Франции проявить себя не удалось (выбыла во втором раунде), но на Уимблдонском турнире она вернулась к лучшим результатам, выдержав в первых кругах два равных матча (в втором раунде обыграна № 7 в мире Анжелика Кербер), эстонка, в итоге, добралась до четвертьфинала. Данный результат не получил скорого развития — очередные проблемы со здоровьем вывели Кайю из игры до Открытого чемпионата США, где эстонка одержала две победы, в итоге, уступив в третьем круге. Осенью она без особых успехов провела три турнира и завершила сезон в топ-30.
В 2014 года Канепи стартовала с четвертьфинала в Брисбене, а следующий раз в эту стадию попала уже в начале марта в Акапулько. Первая половина сезона не принесла Канепи сколько-нибудь заметных успехов, что повлекло отказ от услуг очередного тренера, а также к пересмотру календаря турниров: летом эстонка сыграла несколько турниров ITF, где добрала рейтинговые очки, отметившись финалом 100-тысячника в Контрексвиле и титулом на 100-тысячнике в Биаррице. После этого она вернулась в основной тур и вышла в четвертьфинал турнира в Бостаде. На Открытом чемпионате США Канепи выиграла в том числе у Саманты Стосур и Карлы Суарес Наварро и прошла в четвёртый раунд, в котором потерпела поражение от Серены Уильямс. Из трёх турниров осени она только в Сеуле смогла выйти в четвертьфинал и закончила сезон на 52-й позиции.
В 2015 году падение в рейтинге продолжилось. Начала она сезон с четвертьфинала в Брисбене, но дальнейшие результаты вновь не радовали. На Больших шлемах в этом сезоне Канепи только в США преодолела первый раунд. проиграв затем во втором. Осенью она уже покинула топ-100 одиночного рейтинга и в основном туре смогла выйти только в один четвертьфинал в Линце.

### 2016—2019 (травмы, четвертьфинал в США и возвращение в топ-100)
2016 год Кайя Канепи начала на турнире в Брисбене, где не смогла преодолеть квалификацию, проиграв теннисистке Катерине Бондаренко, во втором сете Кайя при счете 2:2 снялась с турнира. Далее она вновь много пропустила, вернувшись на корт в апреле. 30-летняя эстонская теннисистка успешно прошла квалификацию на турнир в Рабате, но тем не менее, проиграла в первом раунде Катерине Козловой из Украины. В мае она не смогла пройти квалификацию на Открытый чемпионат Франции. В июне она сыграла последние матчи на корте и была вынуждена вновь сделать паузу в выступлениях уже на год, связанную с травмой ноги и заболеванием вирусом Эпштейна — Барр.
Находясь за пределами топ-500 в рейтинге она по возвращении наигрывала форму на небольших турнирах ITF. На Уимблдон 2017 года попасть через квалификацию не удалось, а уже на Открытом чемпионате США она справилась с этой задачей. Канепи великолепно смогла провести первую неделю последнего в году Большого шлема, обыграв Франческу Скьявоне, Янину Викмайер, Наоми Осаку и Дарью Касаткину, она вышла в четвертьфинал Большого шлема впервые с 2013 года.
2018 год Канепи начала уже в статусе игрока топ-100. Традиционно она стартовала в сезоне с выступления на турнире в Брисбене, где, начав с квалификации, смогла доиграть до четвертьфинала. На Открытом чемпионате Австралии она через 9 лет сумела повторить свой лучший результат на этом турнире на тот момент, достигнув 3-го круга, в котором проиграла испанке Карле Суарес Наварро. По ходу турнира эстонская теннисистка сумела переиграть 24-ю сеянную Доминику Цибулкову и Монику Пуиг из Пуэрто-Рико. В мае на Открытом чемпионате Франции Кайя Канепи в первом раунде проиграла теннисистке из России Дарье Касаткиной. После этой неудачи она отправилась на 60-тысячник из цикла ITF в Брешиа (Италия) и смогла победить там, обыграв всех теннисисток в двух сетах. Уимблдон тоже закончился для эстонки в первом раунде, а на Открытом чемпионате США она смогла доиграть до четвёртого раунда и сотворить сенсацию, победив на старте турнира первую ракетку мира Симону Халеп (6:2, 6:4). В борьбе за выход в 1/4 финала Кайя проиграла Серена Уильямс со счётом 0:6, 6:4, 3:6. После вылета с последнего в году Большого шлема она больше в сезоне не выступала и завершила год на 58-м месте (впервые за четыре года в топ-100).
После перерыва (с сентября 2018 года по январь 2019 года) Кайя в первом раунде Открытого чемпионата Австралии вновь сразилась с первой ракеткой мира Симоной Халеп, но, в отличие от победы в Нью-Йорке, на этот раз она уступила румынке в трёх сетах. В апреле 2019 года Канепи на турнире в Чарлстоне дошла до третьего раунда, где проиграла американской теннисистке Даниэль Коллинз в двух сетах. На Открытый чемпионат Франции Кайе удалось пройти далеко по сетке и достигнуть четвёртого раунда, в котором она вела, выиграв первый сет у хорватки Петры Мартич, но затем проиграла два сета и не прошла в четвертьфинал (7:5, 2:6, 4:6). На Уимблдонском турнире в первом раунде она обыграла швейцарку Штефани Фёгеле, а затем проиграла её соотечественнице Белинде Бенчич. На Открытом чемпионате США она также проиграла во втором раунде — Донне Векич в двух сетах. Канепи не смогла завершить сезон в топ-100, заняв 101-е место.

### 2020—2022 (седьмой четвертьфинал Большого шлема)
Неполный сезон 2020 года Канепи провела, выступив в основном туре только на Больших шлемах, где не проходила дальше второго раунда, а также играла на нескольких небольших турнирах из цикла ITF, где осенью смогла трижды победить.
В начале февраля 2021 года, перед стартом Открытого чемпионата Австралии, Кайя сумела пробиться в финал турнира WTA-500 в Мельбурне, по пути обыграв в третьем раунде № 7 в мире Арину Соболенко, а также двух россиянок Дарью Касаткину и Екатерину Александрову. В титульном матче она легко уступила сопернице из Бельгии Элизе Мертенс. На самом Открытом чемпионате Австралии Канепи смогла выбить с турнира действующую чемпионку Софию Кенин во втором раунде (6:3, 6:2), однако в третьем проиграла Донне Векич. Дальше эстонка по ходу сезона не показывала хорошие результаты, проигрывая в первых раундах. Периодически она играла мелкие турниры цикла ITF, взяв два титула на них.
На Открытом чемпионате Австралии 2022 года 36-летняя Канепи смогла неожиданно пройти в четвертьфинал. Уже в первом раунде она нанесла поражение известной немецкой теннисистке Анжелике Кербер. Затем прошла менее именитых соперниц: Марию Боузкову и Мэддисон Инглис. В четвёртом ранде она сенсационно переиграла вторую ракетку мира Арину Соболенко со счётом 5:7, 6:2, 7:6 и в седьмой раз в карьере и впервые с 2017 года прошла в 1/4 финала Большого шлема. Таким образом, Канепи за свою карьеру смогла дойти хотя бы раз до четвертьфинала на всех четырёх турнирах серии Большого шлема. В борьбе за полуфинал эстонка уступила Иге Свёнтек из Польши.

## Итоговое место в рейтинге WTA по годам
| Год  | Одиночный рейтинг | Парный рейтинг |
| 2024 | 1295              |                |
| 2023 | 168               | 1284           |
| 2022 | 30                | 519            |
| 2021 | 72                | 1384           |
| 2020 | 101               |                |
| 2019 | 101               |                |
| 2018 | 58                | 324            |
| 2017 | 107               |                |
| 2016 | 302               |                |
| 2015 | 126               |                |
| 2014 | 52                | 167            |
| 2013 | 30                |                |
| 2012 | 19                | 119            |
| 2011 | 34                | 150            |
| 2010 | 22                | 285            |
| 2009 | 61                | 156            |
| 2008 | 27                | 244            |
| 2007 | 75                | 330            |
| 2006 | 64                | 890            |
| 2005 | 120               | 501            |
| 2004 | 226               |                |
| 2003 | 167               | 363            |
| 2002 | 283               | 546            |
| 2001 | 203               |                |

## Выступления на турнирах

### Финалы турнировWTAв одиночном разряде (10)

#### Победы (4)
| Легенда: До 2009 года       | Легенда: С 2009 года                       |
| --------------------------- | ------------------------------------------ |
| Турниры Большого шлема (0)* |                                            |
| Олимпиада (0)               |                                            |
| Итоговый турнир WTA (0)     |                                            |
| 1-я категория (0)           | Premier Mandatory / WTA 1000 Mandatory (0) |
| 2-я категория (0)           | Premier 5 / WTA 1000 (0)                   |
| 3-я категория (0)           | Premier / WTA 500 (2)                      |
| 4-я категория (0)           | International / WTA 250 (2)                |
| 5-я категория (0)           | International / WTA 250 (2)                |

| Титулы по покрытиям | Титулы по месту проведения матчей турнира |
| ------------------- | ----------------------------------------- |
| Хард (1)*           | Зал (0)                                   |
| Грунт (3)           | Зал (0)                                   |
| Трава (0)           | Открытый воздух (4)                       |
| Ковёр (0)           | Открытый воздух (4)                       |

* количество побед в одиночном разряде.
| №  | Дата          | Турнир             | Покрытие | Соперница в финале   | Счёт           |
| 1. | 18 июля 2010  | Палермо, Италия    | Грунт    | Флавия Пеннетта      | 6-4 6-3        |
| 2. | 7 января 2012 | Брисбен, Австралия | Хард     | Даниэла Гантухова    | 6-2 6-1        |
| 3. | 5 мая 2012    | Оэйраш, Португалия | Грунт    | Карла Суарес Наварро | 3-6 7-6(6) 6-4 |
| 4. | 25 мая 2013   | Брюссель, Бельгия  | Грунт    | Пэн Шуай             | 6-2 7-5        |

#### Поражения (6)
| №  | Дата             | Турнир              | Покрытие   | Соперница в финале | Счёт           |
| 1. | 5 ноября 2006    | Хасселт, Бельгия    | Хард (зал) | Ким Клейстерс      | 3-6 6-3 4-6    |
| 2. | 5 октября 2008   | Токио, Япония       | Хард       | Каролина Возняцки  | 2-6 6-3 1-6    |
| 3. | 23 октября 2011  | Москва, Россия      | Хард (зал) | Доминика Цибулкова | 6-3 6-7(1) 5-7 |
| 4. | 23 сентября 2012 | Сеул, Южная Корея   | Хард       | Каролина Возняцки  | 1-6 0-6        |
| 5. | 7 февраля 2021   | Мельбурн, Австралия | Хард       | Элизе Мертенс      | 4-6 1-6        |
| 6. | 7 августа 2022   | Вашингтон, США      | Хард       | Людмила Самсонова  | 6-4 3-6 3-6    |

### Финалы турнировITFв одиночном разряде (27)

#### Победы (21)
| Легенда:                  |
| ------------------------- |
| 100.000 USD (2+1)*        |
| 80.000 (75.000)** USD (1) |
| 60.000 (50.000)** USD (3) |
| 25.000 USD (12+1)         |
| 15.000 (10.000)** USD (3) |

** призовой фонд до 2017 года
| Титулы по покрытиям | Титулы по месту проведения матчей турнира |
| ------------------- | ----------------------------------------- |
| Хард (7+1)*         | Зал (5+1)                                 |
| Грунт (14+1)        | Зал (5+1)                                 |
| Трава (0)           | Открытый воздух (16+1)                    |
| Ковёр (0)           | Открытый воздух (16+1)                    |

* количество побед в одиночном разряде + количество побед в парном разряде.
| №   | Дата             | Турнир                               | Покрытие   | Соперница в финале         | Счёт                   |
| 1.  | 25 июня 2000     | Таллин, Эстония                      | Грунт      | Маргит Рюйтель             | 6-1 6-2                |
| 2.  | 17 июня 2001     | Таллин, Эстония                      | Грунт      | Любомира Курхайцова        | 7-6(4) 6-3             |
| 3.  | 8 июня 2003      | Галатина, Италия                     | Грунт      | Мария Хосе Мартинес Санчес | 6-3 6-3                |
| 4.  | 14 сентября 2003 | Турин, Италия                        | Грунт      | Мервана Югич-Салкич        | 6-3 6-3                |
| 5.  | 15 февраля 2004  | Сандерленд, Великобритания           | Хард (зал) | Анна Чакветадзе            | 7-6(5) 6-0             |
| 6.  | 3 июля 2005      | Фано, Италия                         | Грунт      | Мелинда Цинк               | 3-6 6-1 7-5            |
| 7.  | 2 мая 2010       | Кань-сюр-Мер, Франция                | Грунт      | Маша Зец-Пешкирич          | 6-3 6-2                |
| 8.  | 16 мая 2010      | Сен-Годенс, Франция                  | Грунт      | Чжан Шуай                  | 6-2 7-5                |
| 9.  | 13 июля 2014     | Биарриц, Франция                     | Грунт      | Тельяна Перейра            | 6-2 6-4                |
| 10. | 19 декабря 2015  | Бангкок, Таиланд                     | Хард       | Патти Шнидер               | 6-3 6-3                |
| 11. | 10 июня 2017     | Эссен, Германия                      | Грунт      | Патти Шнидер               | 6-3 6-7(5) 2-0 — отказ |
| 12. | 29 июля 2017     | Пярну, Эстония                       | Грунт      | Полина Голубовская         | 6-1 6-0                |
| 13. | 5 ноября 2017    | Нант, Франция                        | Хард (зал) | Ришел Хогенкамп            | 6-3 6-4                |
| 14. | 10 июня 2018     | Брешиа, Италия                       | Грунт      | Мартина Тревизан           | 6-4 6-3                |
| 15. | 1 декабря 2019   | Миловице, Чехия                      | Хард (зал) | Анастасия Куликова         | 6-4 6-3                |
| 16. | 18 октября 2020  | Шербур-ан-Котантен, Франция          | Хард (зал) | Хэрриет Дарт               | 6-4 6-4                |
| 17. | 1 ноября 2020    | Стамбул, Турция                      | Хард (зал) | Вера Звонарёва             | 6-3 6-3                |
| 18. | 22 ноября 2020   | Лас-Пальмас-де-Гран-Канария, Испания | Грунт      | Маяр Шериф                 | 6-3 6-2                |
| 19. | 8 августа 2021   | Пярну, Эстония                       | Грунт      | Анна Сискова               | 7-5 6-4                |
| 20. | 26 сентября 2021 | Форт-Уэрт, США                       | Хард       | Кайла Дэй                  | 6-2 6-1                |
| 21. | 16 июля 2023     | Амстелвен, Нидерланды                | Грунт      | Лола Радивоевич            | 6-2 7-6(5)             |

#### Поражения (6)
| №  | Дата            | Турнир                 | Покрытие   | Соперница в финале | Счёт       |
| 1. | 4 июля 1999     | Таллин, Эстония        | Грунт      | Анна Запорожанова  | 3-6 3-6    |
| 2. | 22 июля 2001    | Модена, Италия         | Грунт      | Мая Матевжич       | 5-7 6-7(5) |
| 3. | 29 июля 2001    | Эттенхайм, Германия    | Грунт      | Мая Матевжич       | 2-6 3-6    |
| 4. | 19 октября 2003 | Жуэ-ле-Тур, Франция    | Хард (зал) | Далли Рандриантефи | 5-7 4-6    |
| 5. | 17 декабря 2005 | Дубай, ОАЭ             | Хард       | Марион Бартоли     | 2-6 0-6    |
| 6. | 6 июля 2014     | Контрексевиль, Франция | Грунт      | Ирина-Камелия Бегу | 3-6 4-6    |

### Финалы турнировWTAв парном разряде (1)

#### Поражение (1)
| №  | Дата           | Турнир            | Покрытие   | Партнёрша       | Соперницы в финале               | Счёт           |
| 1. | 15 апреля 2012 | Копенгаген, Дания | Хард (зал) | София Арвидссон | Кимико Датэ-Крумм Рика Фудзивара | 2-6 6-4 [5-10] |

### Финалы турнировITFв парном разряде (3)

#### Победы (2)
| №  | Дата            | Турнир                 | Покрытие   | Партнёрша       | Соперницы в финале                  | Счёт    |
| 1. | 12 октября 2003 | Джерси, Великобритания | Хард (зал) | София Арвидссон | Ивонн Мойсбургер Ханна Нуни         | 6-3 7-5 |
| 2. | 13 июля 2007    | Бьелла, Италия         | Грунт      | Марет Ани       | Рената Ворачова Мервана Югич-Салкич | 6-4 6-1 |

#### Поражение (1)
| №  | Дата         | Турнир          | Покрытие | Партнёрша       | Соперницы в финале                | Счёт       |
| 1. | 25 июня 2000 | Таллин, Эстония | Грунт    | Скарлетт Вернер | Мария Вольфбрандт Агата Куровская | 6-7(5) 4-6 |

## История выступлений на турнирах
| Турнир                       | 2002  | 2003  | 2004  | 2005          | 2006          | 2007          | 2008  | 2009          | 2010          | 2011          | 2012  | 2013          | 2014          | 2015          | 2016  | 2017          | 2018          | 2019          | 2020          | 2021  | 2022  | 2023  | 2024  | Итог   | В/П за карьеру |
| ---------------------------- | ----- | ----- | ----- | ------------- | ------------- | ------------- | ----- | ------------- | ------------- | ------------- | ----- | ------------- | ------------- | ------------- | ----- | ------------- | ------------- | ------------- | ------------- | ----- | ----- | ----- | ----- | ------ | -------------- |
| Турниры Большого шлема       |       |       |       |               |               |               |       |               |               |               |       |               |               |               |       |               |               |               |               |       |       |       |       |        |                |
| Открытый чемпионат Австралии | К     | -     | К     | -             | К             | 2Р            | 1Р    | 3Р            | 2Р            | 2Р            | 2Р    | -             | 1Р            | 1Р            | -     | -             | 3Р            | 1Р            | 1Р            | 3Р    | 1/4   | 1Р    | К     | 0 / 14 | 14-14          |
| Открытый чемпионат Франции   | -     | -     | К     | -             | 2Р            | 1Р            | 1/4   | 1Р            | 2Р            | 3Р            | 1/4   | 2Р            | 1Р            | 1Р            | К     | -             | 1Р            | 4Р            | 2Р            | 1Р    | 3Р    | 1Р    | К     | 0 / 16 | 19-16          |
| Уимблдонский турнир          | -     | -     | -     | -             | 1Р            | 2Р            | 1Р    | 1Р            | 1/4           | 1Р            | -     | 1/4           | 2Р            | 1Р            | -     | К             | 1Р            | 2Р            | НП            | 1Р    | 1Р    | 1Р    | -     | 0 / 14 | 11-14          |
| Открытый чемпионат США       | К     | К     | -     | К             | 3Р            | 1Р            | 2Р    | 1Р            | 1/4           | 2Р            | -     | 3Р            | 4Р            | 2Р            | -     | 1/4           | 4Р            | 2Р            | 2Р            | 2Р    | 2Р    | 2Р    | -     | 0 / 16 | 26-16          |
| Итог                         | 0 / 0 | 0 / 0 | 0 / 0 | 0 / 0         | 0 / 3         | 0 / 4         | 0 / 4 | 0 / 4         | 0 / 4         | 0 / 4         | 0 / 2 | 0 / 3         | 0 / 4         | 0 / 4         | 0 / 0 | 0 / 1         | 0 / 4         | 0 / 4         | 0 / 3         | 0 / 4 | 0 / 4 | 0 / 4 | 0 / 0 | 0 / 60 |                |
| В/П в сезоне                 | 0-0   | 0-0   | 0-0   | 0-0           | 3-3           | 2-4           | 5-4   | 2-4           | 10-4          | 4-4           | 5-2   | 7-3           | 4-4           | 1-4           | 0-0   | 4-1           | 5-4           | 5-4           | 2-3           | 3-4   | 7-4   | 1-4   | 0-0   |        | 70-60          |
| Олимпийские игры             |       |       |       |               |               |               |       |               |               |               |       |               |               |               |       |               |               |               |               |       |       |       |       |        |                |
| Летняя олимпиада             | НП    | НП    | 1Р    | Не проводился | Не проводился | Не проводился | 3Р    | Не проводился | Не проводился | Не проводился | -     | Не проводился | Не проводился | Не проводился | -     | Не проводился | Не проводился | Не проводился | Не проводился | -     | НП    | НП    | -     | 0 / 2  | 2-2            |

К — проиграла в отборочном турнире.
| Турниры Большого шлема       |       |       |       |       |               |               |               |       |               |               |               |       |       |       |        |       |
| Открытый чемпионат Австралии | -     | -     | 1Р    | -     | 1Р            | 1Р            | 2Р            | 2Р    | -             | 2Р            | -             | -     | -     | -     | 0 / 6  | 3-6   |
| Открытый чемпионат Франции   | -     | 1Р    | 1Р    | 1Р    | 2Р            | -             | 2Р            | 3Р    | -             | 3Р            | -             | -     | -     | 1Р    | 0 / 8  | 6-8   |
| Уимблдонский турнир          | -     | 1Р    | 1Р    | 3Р    | 3Р            | 2Р            | -             | -     | -             | 1Р            | 2Р            | 1Р    | 1Р    | -     | 0 / 9  | 6-9   |
| Открытый чемпионат США       | -     | 1Р    | 1Р    | 1Р    | 1Р            | 1Р            | -             | -     | 1Р            | -             | 1Р            | -     | -     | -     | 0 / 7  | 0-7   |
| Итог                         | 0 / 0 | 0 / 3 | 0 / 4 | 0 / 3 | 0 / 4         | 0 / 3         | 0 / 2         | 0 / 2 | 0 / 1         | 0 / 3         | 0 / 2         | 0 / 1 | 0 / 1 | 0 / 1 | 0 / 30 |       |
| В/П в сезоне                 | 0-0   | 0-3   | 0-4   | 2-3   | 3-4           | 1-3           | 2-2           | 3-2   | 0-1           | 3-3           | 1-2           | 0-1   | 0-1   | 0-1   |        | 15-30 |
| Олимпийские игры             |       |       |       |       |               |               |               |       |               |               |               |       |       |       |        |       |
| Летняя олимпиада             | 1Р    | НП    | НП    | 1Р    | Не проводился | Не проводился | Не проводился | -     | Не проводился | Не проводился | Не проводился | -     | НП    | НП    | 0 / 2  | 0-2   |

К — проиграла в отборочном турнире.

## В литературе
- HELEN SULG, KALLE MUULI. Reketiga tüdruk. Kaia Kanepi teekond Ameerika mägedel (Девочка с ракеткой). — KAVA KIRJASTUS, 2017. — 480 с. — ISBN 9789949880331.